# Joost Meendering
Joost Meendering (26 juni 1997) is een Nederlands voetballer die als doelman voor ODIN '59 speelt.

## Carrière
Joost Meendering speelde in de jeugd van VV Hollandia T, AFC '34, FC Volendam en Ajax. In het seizoen 2015/16 speelde hij voor HVV Hollandia, wat in de Hoofdklasse speelt. Vanaf 2016 speelt Meendering voor Jong FC Utrecht, waar hij debuteerde op 17 februari 2017. Dit was in de met 4-1 verloren uitwedstrijd tegen Fortuna Sittard. In het seizoen 2016/17 zat Meendering twee wedstrijden op de bank bij het eerste elftal van FC Utrecht, maar kwam daar tot op heden nog niet in actie. Vanaf medio 2018 tot 2019 speelde hij voor hoofdklasser AVV Swift, sindsdien speelt hij voor ODIN '59.

### Statistieken

#### Beloften
| Seizoen                     | Club            | Land            | Competitie      | Competitie | Competitie | Beker | Beker | Totaal | Totaal |
| Seizoen                     | Club            | Land            | Competitie      | Wed.       | Dlp.       | Wed.  | Dlp.  | Wed.   | Dlp.   |
| --------------------------- | --------------- | --------------- | --------------- | ---------- | ---------- | ----- | ----- | ------ | ------ |
| 2016/17                     | Jong FC Utrecht | Nederland       | Eerste divisie  | 10         | 0          | –     | –     | 10     | 0      |
| 2017/18                     | Jong FC Utrecht | Nederland       | Eerste divisie  | 0          | 0          | –     | –     | 0      | 0      |
| Totaal beloften             | Totaal beloften | Totaal beloften | Totaal beloften | 10         | 0          | 0     | 0     | 10     | 0      |
| Bijgewerkt op 29 april 2018 |                 |                 |                 |            |            |       |       |        |        |

#### Senioren
| Seizoen                     | Club            | Land            | Competitie      | Competitie | Competitie | Beker | Beker | Overig | Overig | Totaal | Totaal |
| Seizoen                     | Club            | Land            | Competitie      | Wed.       | Dlp.       | Wed.  | Dlp.  | Wed.   | Dlp.   | Wed.   | Dlp.   |
| --------------------------- | --------------- | --------------- | --------------- | ---------- | ---------- | ----- | ----- | ------ | ------ | ------ | ------ |
| 2016/17                     | FC Utrecht      | Nederland       | Eredivisie      | 0          | 0          | 0     | 0     | 0      | 0      | 0      | 0      |
| Totaal senioren             | Totaal senioren | Totaal senioren | Totaal senioren | 0          | 0          | 0     | 0     | 0      | 0      | 0      | 0      |
| Carrièretotaal              | Carrièretotaal  | Carrièretotaal  | Carrièretotaal  | 10         | 0          | 0     | 0     | 0      | 0      | 0      | 0      |
| Bijgewerkt op 29 april 2018 |                 |                 |                 |            |            |       |       |        |        |        |        |